# Tlalnepantla
För andra betydelser, se Tlalnepantla (olika betydelser).

Tlalnepantla är en stad i Mexiko och administrativ huvudort i kommunen Tlalnepantla de Baz i delstaten Mexiko. Tlalnepantla tillhör Mexico Citys storstadsområde och är praktiskt taget sammanvuxen med huvudstaden, dock strax nordväst om dess centrum. Vid folkmätningen 2010 hade Tlalnepantla 653 410 invånare..

## Etymologi
Namnet Tlalnepantla kommer från språket nahuatls ord tlalli (mark) och nepantla (mitt) och skulle betyda platsen i mitten. Staden har tidigare haft namnen Tlalnepantla de Galeana och Tlalnepantla de Comonfort, för att hedra Hermenegildo Galeana och senare Ignacio Comonfort. Den nuvarande efterleden Baz kommer från Gustavo Baz Prada, en betydande politiker som var soldat i Emiliano Zapatas armé under den mexikanska revolutionen. Efter revolutionen blev Baz Prada guvernör i delstaten Mexiko och ordförande i universitetet Universidad Nacional Autónoma de México (UNAM).

## Historia

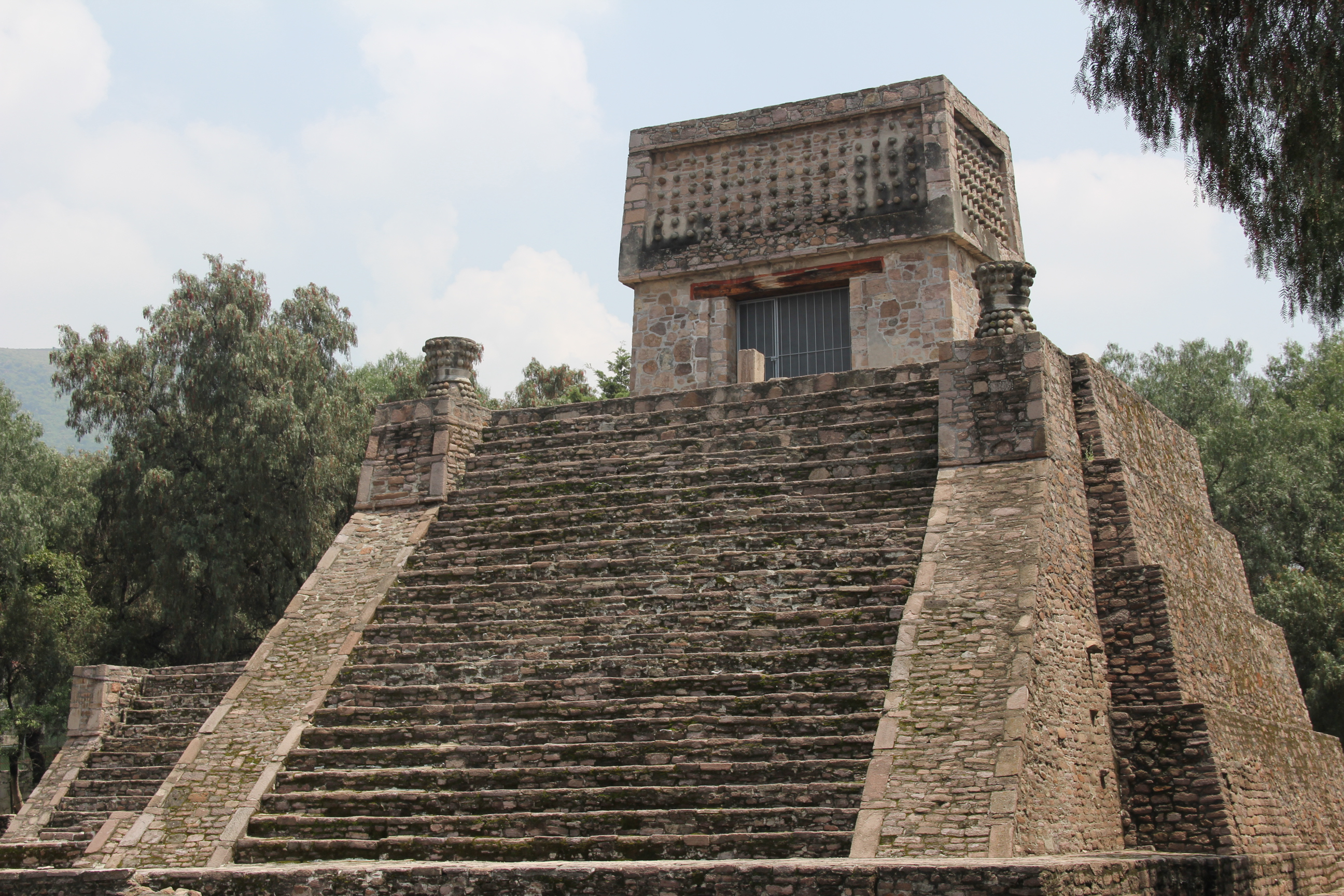
Sankta Cecilia-pyramiden i Tlalnepantla.

Kring 1000-talet flyttade ett folk kallat Amaquemecan (efter vilka staden Amecameca är uppkallad) under sin ledare Xolotl till detta område för att söka bättre klimat och gynnsammare näringsförhållanden. Samma Xolotl grundade hövdingdömet Tenayuca Oztopolco och genomförde den första folkräkningen i Amerika. Stammarna Acolhuas, Tepanecas och Otomis var redan etablerade i området och allianser gjordes med dessa. Trots detta blev regionen erövrad och gjord avhängig av det aztekiska imperiet. Efter den spanska erövringen blev området kristnat av franciskanerna. Det moderna Tlalnepantla grundades efter en tvist mellan städerna Tenayuca och Teocalhueyacan om var Franciskanerklostret, och därmed det religiösa centrumet för området, skulle finnas. Resultatet blev att placera klostret vid mittpunkten mellan dessa två städer, och därav namnet (platsen i mitten). Detta kloster, som heter Corpus Christi byggdes 1550. Efter självständigheten var Tlalnepantla ursprungligen en del av Mexico City, men år 1825 blev det erkänt som en egen enhet under staten Mexiko. Under republiken Mexikos president Porfirio Díaz Mori började Tlalnepantlas industriella utveckling, och under 1950-talet genomgick den en explosiv ökning av befolkningen efter att ha förklarats som stad 1948.

## Galleri

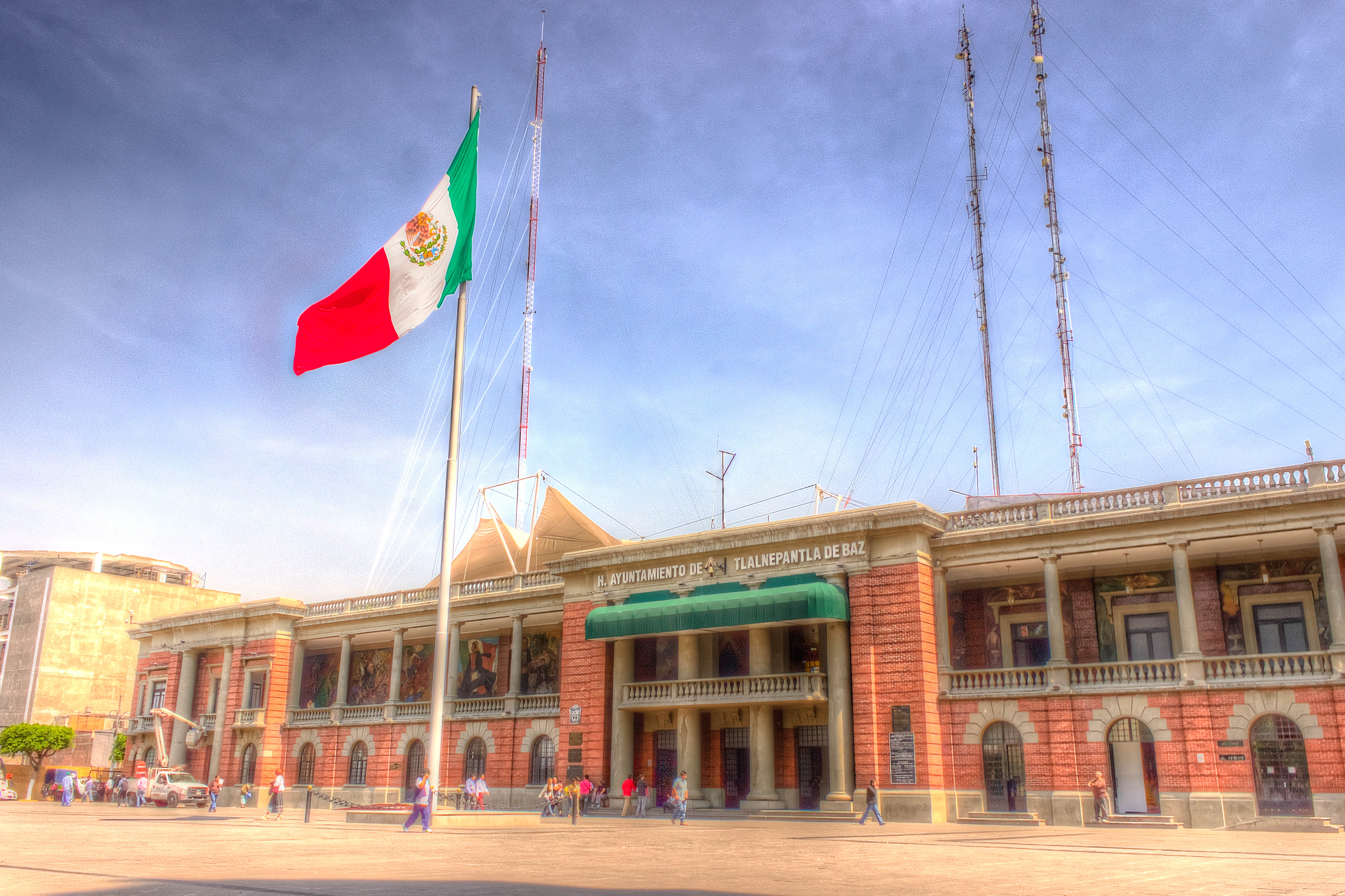
Stadshuset.
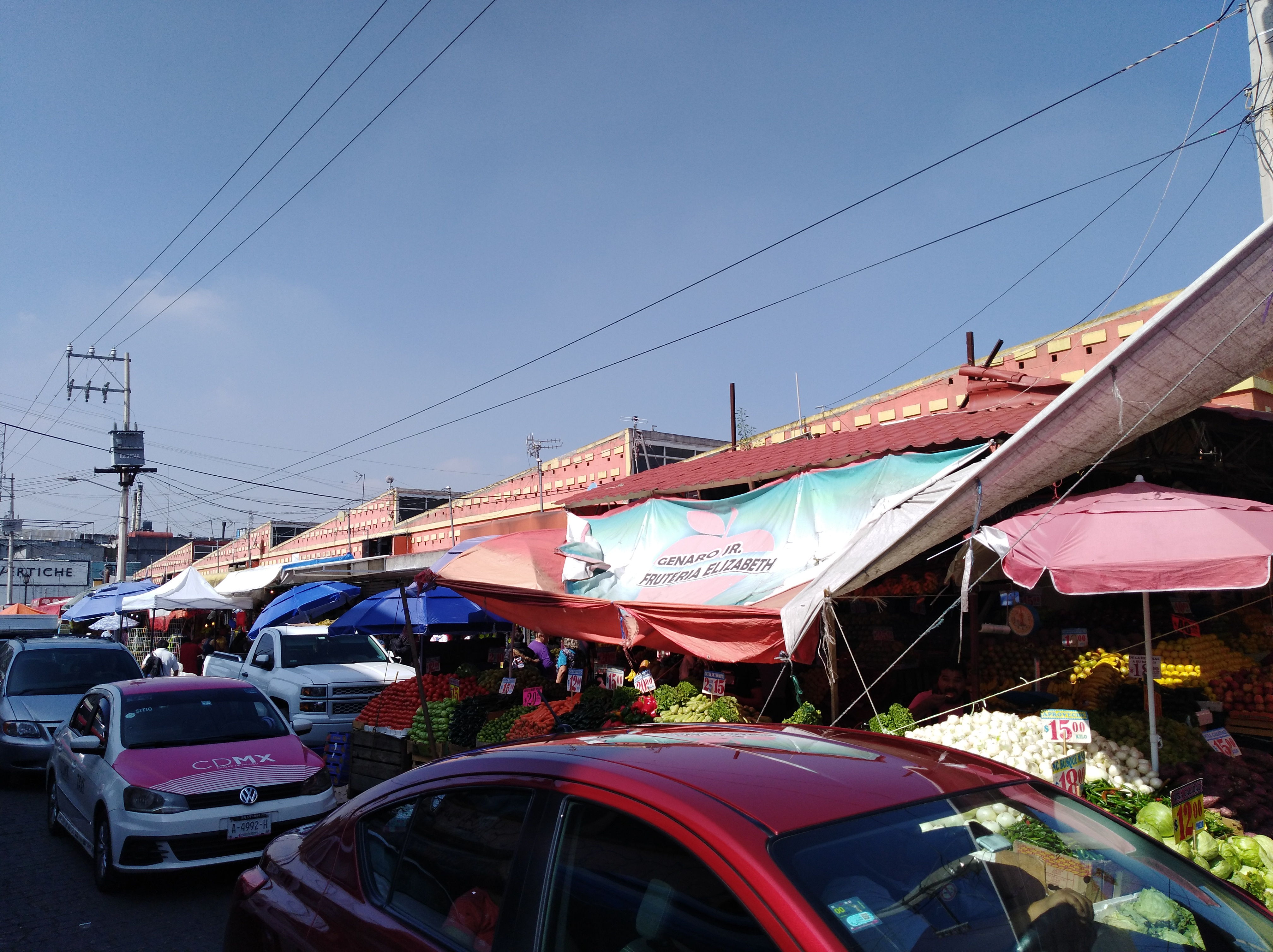
Marknad.
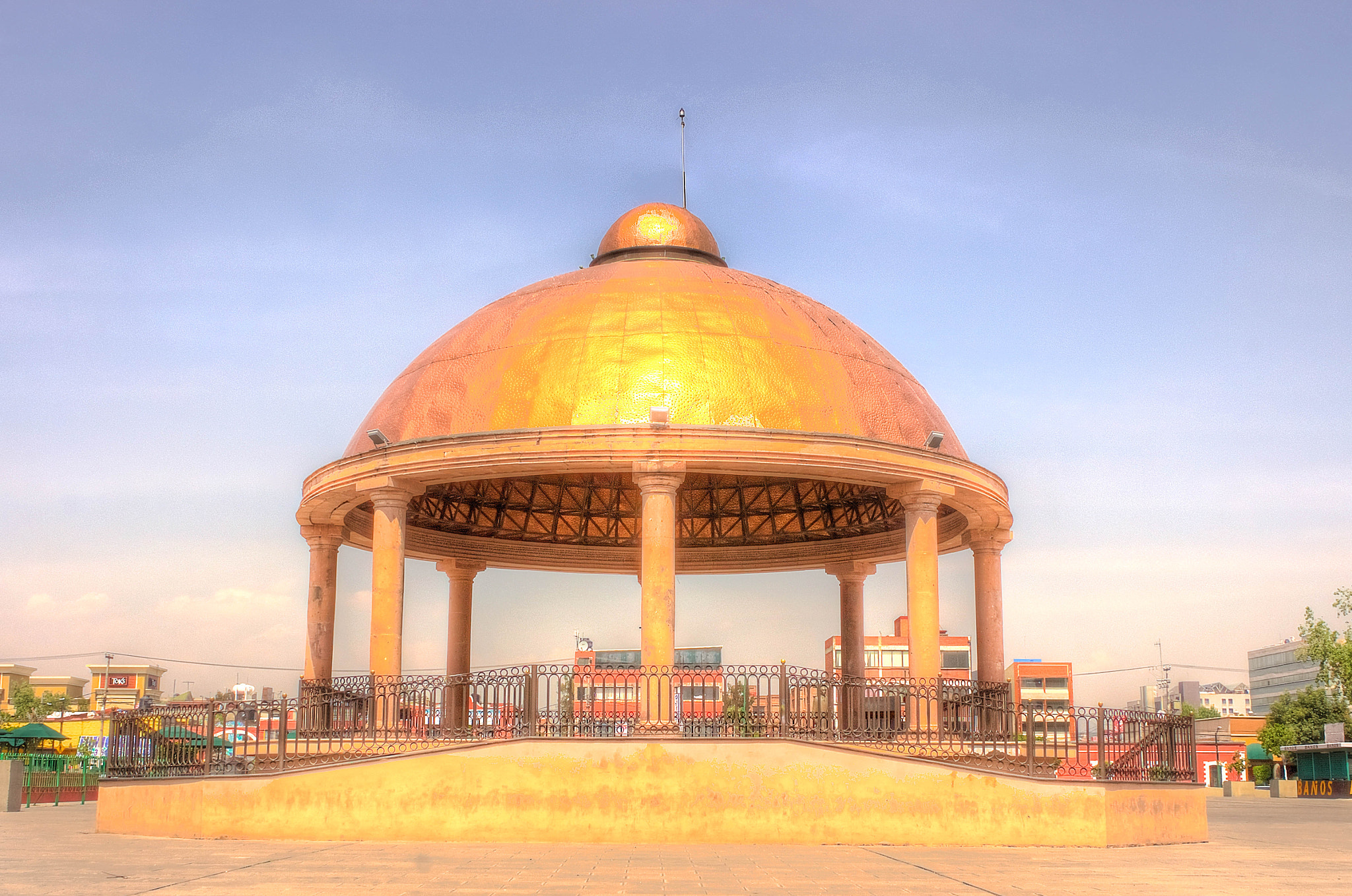
Paviljong.
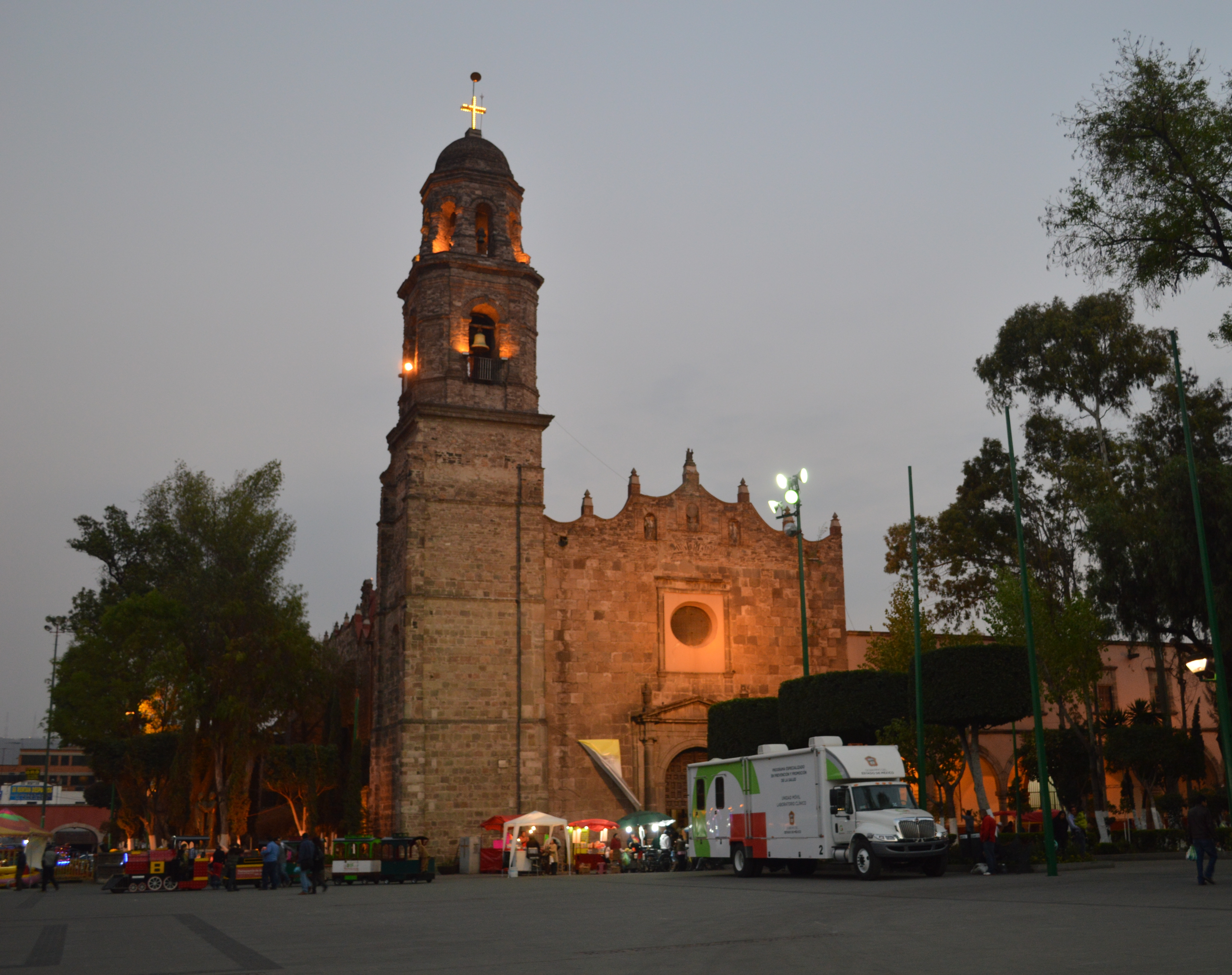
Katedralen.
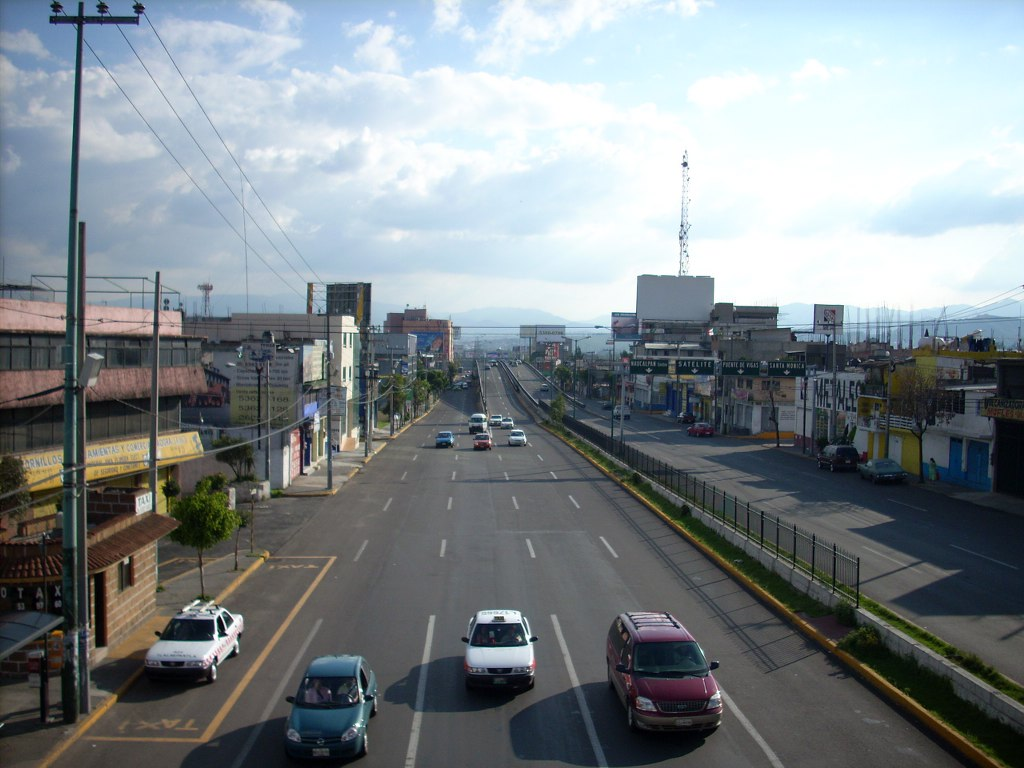
Vía Gustavo Baz.